# Nexus 6P
Nexus 6P (codinome Angler) (também conhecido como Nexus 6 Plus, Nexus 6 Pro ou Nexus 6 Premium) é um smartphone Android desenvolvido e comercializado pela Google e fabricado pela Huawei. Isso sucedeu o Nexus 6 como o principal dispositivo da linha do Google Nexus de dispositivos Android do Google. Apresentado oficialmente em 29 de setembro de 2015 junto com o Nexus 5X no evento de imprensa Google Nexus 2015 realizado em San Francisco, foi disponibilizado para pré-encomenda no mesmo dia nos Estados Unidos, Reino Unido, Irlanda e Japão.
Mudanças significativas em relação aos dispositivos Nexus anteriores incluem um corpo todo em alumínio que é mais fino e mais leve que o Nexus 6, um leitor de impressão digital traseiro chamado Nexus Imprint, um sistema em chip (SoC) Snapdragon 810 v2.1 octa-core mais rápido, uma tela AMOLED, câmeras melhores, conectividade LTE aprimorada, um conector de dock USB-C reversível e a remoção do carregamento sem fio. O Nexus 6P também foi o primeiro dispositivo Nexus a estar disponível com 128 GB de armazenamento interno, bem como o primeiro dispositivo Nexus a ser oferecido com uma opção de cor dourada.
O Nexus 6P serviu como um dispositivo de lançamento para o Android 6.0 Marshmallow, que introduziu uma interface atualizada, melhorias de desempenho e duração da bateria, integração do Google Now on Tap, um modelo de permissão refinado, verificação de impressão digital e outros novos recursos. Em 4 de outubro de 2016, o Google apresentou seu sucessor, o Google Pixel.[carece de fontes?]
De acordo com o Google, o "P" em "6P" significa "premium".